# J.League Cup 2020
Der J.League Cup 2020, offiziell aufgrund eines Sponsorenvertrages mit dem Gebäckhersteller Yamazaki Biscuits nach einer Marke desselben 2020 J.League YBC Levain Cup genannt, war die 28. Ausgabe des J.League Cup, des höchsten Fußball-Ligapokal-Wettbewerbs in Japan.

## Spieler
| Verein                     | Spieler |
| -------------------------- | --- |
| Hokkaido Consadole Sapporo | Takanori Sugeno (1/0), Ryōsuke Shindō (4/0), Daiki Suga (3/0), Akito Fukumori (2/1), Lucas Fernandes (3/0), Kazuki Fukai (1/0), Musashi Suzuki (1/1), Hiroki Miyazawa (2/0), Anderson Lopes (3/1), Yoshiaki Komai (2/1), Ren Fujimura (2/0), Riku Danzaki (2/0), Chanathip (2/0), Kōsuke Shirai (3/0), Kim Min-tae (3/0), Yoshihiro Nakano (3/0), Gu Sung-yun (1/0), Ryōta Hayasaka (2/0), Takuma Arano (2/0), Kawin (2/0), Takurō Kaneko (4/1), Tomoki Takamine (4/0), Shunta Tanaka (3/0), Douglas Oliveira (3/1), Tsuyoshi Ogashiwa (1/0), Jay (2/1) |
| Vegalta Sendai             | Para (2/0), Ryūtarō Iio (1/0), Kōji Hachisuka (1/0), Kunimitsu Sekiguchi (1/0), Yoshiki Matsushita (1/0), Shūhei Akasaki (1/0), Yasuhiro Hiraoka (1/0), Takayoshi Ishihara (2/0), Takuma Nishimura (1/0), Kyōhei Yoshino (1/0), Ryōhei Michibuchi (1/0), Ryō Germain (1/0), Shun Nagasawa (1/0), Simao Mate (1/0), Yūma Obata (1/0), Takuma Hamasaki (1/0), Jakub Slowik (1/0), Takumi Sasaki (2/0), Wataru Tanaka (2/2), Hayato Teruyama (1/0), Masato Tokida (1/0), Shōgo Nakahara (1/0), Kim Jung-ya (1/0), Hiroto Yamada (2/0), Takumi Mase (1/0) |
| Kashima Antlers            | Kwoun Sun-tae (1/0), Atsuto Uchida (1/0), Tatsuki Nara (1/0), Leo Silva (2/0), Daiki Sugioka (1/0), Ryōta Nagaki (2/0), Juan Alano (2/0), Shōma Doi (2/0), Everaldo (2/0), Ryūji Izumi (2/0), Katsuya Nagato (2/0), Shō Itō (2/2), Shūto Yamamoto (1/0), Itsuki Someno (1/1), Kento Misao (2/0), Hitoshi Sogahata (1/0), Rikuto Hirose (2/0), Yukitoshi Itō (1/0), Yasushi Endō (1/0), Ryōtarō Araki (3/0), Yūta Matsumura (2/1), Kōki Machida (2/0), Shintarō Nago (1/0), Ikuma Sekigawa (2/0), Ayase Ueda (1/0), Kei Koizumi (2/0), Taiki Yamada (1/0), Tomoya Inukai (1/0), Ryōhei Shirasaki (2/1)                                                                          |
| Urawa Reds                 | Shūsaku Nishikawa (1/0), Mauricio (1/0), Tomoya Ugajin (1/0), Daisuke Suzuki (1/0), Ryōsuke Yamanaka (1/0), Kazuki Nagasawa (1/0), Ewerton (1/0), Yūki Mutō (1/0), Yōsuke Kashiwagi (1/0), Martinus (1/1), Ryōtarō Itō (1/0), Ken’yū Sugimoto (2/2), Takuya Aoki (2/0), Kōya Yuruki (1/0), Haruki Fukushima (1/0), Takuya Ogiwara (2/0), Daiki Hashioka (1/0), Katsuya Iwatake (1/0), Kai Shibato (2/0), Takuya Iwanami (2/0), Hidetoshi Takeda (1/0), Takahiro Sekine (2/0), Leonardo (2/2) |
| Kashiwa Reysol             | Jirō Kamata (2/0), Yūji Takahashi (1/0), Taiyō Koga (5/0), Yūsuke Kobayashi (3/0), Shunki Takahashi (5/0), Hidekazu Ōtani (3/0), Richardson (3/0), Cristiano (3/0), Ataru Esaka (4/2), Ryōhei Yamazaki (1/0), Kengo Kitazume (3/2), Olunga (3/1), Yūta Someya (1/0), Haruhiko Takimoto (2/0), Kim Seung-gyu (3/0), Yūsuke Segawa (3/1), Hiroto Goya (4/2), Hiromu Mitsumaru (2/0), Kōsuke Nakamura (1/0), Naoki Kawaguchi (4/0), Takuma Ōminami (3/0), Masatoshi Mihara (6/0), Sachirō Toshima (4/0), Hayato Nakama (4/0), Mao Hosoya (2/1), Yūto Yamada (3/0), Fumiya Unoki (2/0), Yūta Kamiya (2/0), Tatsuya Yamashita (3/1)                                                 |
| FC Tokyo                   | Masato Morishige (3/0), Tsuyoshi Watanabe (3/0), Ryōya Ogawa (3/0), Hirotaka Mita (3/0), Yōjirō Takahagi (2/0), Diego Oliveira (2/0), Keigo Higashi (1/0), Kensuke Nagai (3/0), Gō Hatano (1/0), Adailton (3/2), Leandro (3/3), Takumi Nakamura (1/0), Taichi Hara (2/0), Takuya Uchida (3/0), Shūto Abe (3/2), Joan Oumari (1/0), Akihiro Hayashi (2/0), Hotaka Nakamura (3/0), Arthur Silva (2/0) |
| Kawasaki Frontale          | Jung Sung-ryong (4/0), Kyōhei Noborizato (4/0), Jesiel (5/0), Shōgo Taniguchi (4/0), Hidemasa Morita (4/0), Shintarō Kurumaya (3/0), Yasuto Wakizaka (5/1), Leandro Damiao (4/1), Ryōta Ōshima (5/1), Yū Kobayashi (5/4), Miki Yamane (5/0), Tatsuya Hasegawa (1/2), Kaoru Mitoma (5/3), Manabu Saitō (2/1), Taisei Miyashiro (5/1), Hokuto Shimoda (2/0), Ao Tanaka (5/0), Kenta Tanno (1/0), Reo Hatate (5/1), Kazuya Yamamura (1/0), Akihiro Ienaga (3/1) |
| Yokohama F. Marinos        | Park Il-gyu (1/0), Theerathon (1/0), Takahiro Ōgihara (2/0), Takuya Kida (2/0), Marcos Junior (2/0), Thiago Martins (2/0), Ryō Takano (1/0), Erik (2/0), Kōta Mizunuma (1/0), Yūji Kajikawa (1/0), Teruhito Nakagawa (1/0), Ryūta Koike (1/0), Kōta Watanabe (1/0), Ken Matsubara (1/0), Edigar Junio (1/0), Junior Santos (1/0), Daizen Maeda (2/0), Jun Amano (2/1), Shinnosuke Hatanaka (2/0), Ado Onaiwu (2/0) |
| Yokohama FC                | Maguinho (1/0), Yūki Kobayashi (2/0), Masakazu Tashiro (1/0), Tatsuki Seko (3/0), Kazunari Ichimi (3/0), Ibba (2/0), Kazuyoshi Miura (2/0), Yūji Senuma (2/2), Takaaki Shichi (3/0), Kōsuke Saitō (3/0), Eijirō Takeda (3/0), Masahiko Inoha (1/0), Calvin Jong-a-Pin (1/0), Akinori Ichikawa (2/0), Kōki Saitō (2/0), Yūya Takagi (1/0), Yūki Kusano (2/0), Katsuhiro Nakayama (1/0), Reo Yasunaga (2/0), Kōhei Tezuka (2/0), Yasumasa Kawasaki (2/0), Yūsuke Matsuo (1/0), Leandro Domingues (1/0), Yūji Rokutan (1/0) |
| Shonan Bellmare            | Daiki Tomii (2/0), Kazuaki Mawatari (3/0), Keisuke Saka (1/0), Shōta Kobayashi (1/0), Tsukasa Umesaki (1/1), Kazunari Ōno (2/0), Hiroshi Ibusuki (1/0), Naoki Yamada (2/1), Tarik (2/0), Naoki Ishihara (2/0), Hiroto Nakagawa (2/0), Akito Fukuta (2/0), Mitsuki Saitō (1/0), Yūki Ōhashi (2/0), Temma Matsuda (1/0), Kōki Tachi (3/0), Yūto Iwasaki (3/0), Masaaki Gotō (1/0), Kazuki Ōiwa (3/0), Akimi Barada (2/0), Taiga Hata (2/0), Hidetoshi Miyuki (1/0), Sōsuke Shibata (1/0), Satoshi Tanaka (2/0), Hirokazu Ishihara (2/0) |
| Matsumoto Yamaga FC        | Nobuhisa Urata (1/0), Hayuma Tanaka (1/0), Ibuki Fujita (1/0), Tarō Sugimoto (1/0), Jael (1/0), Toyofumi Sakano (1/0), Keiya Nakami (1/0), Tomohiko Murayama (1/0), Kōki Tsukagawa (1/0), Akito Takagi (1/0), Itsuki Enomoto (1/0), Yūto Suzuki (1/1), Yūya Hashiuchi (1/0), Ryō Takahashi (1/0) |
| Shimizu S-Pulse            | Yūgo Tatsuta (1/0), Valdo (1/0), Ryō Takeuchi (1/0), Mitsunari Musaka (2/0), Hideki Ishige (1/1), Chong Te-se (2/0), Junior Dutra (3/1), Kōta Miyamoto (2/1), Yūsuke Gotō (1/0), Takashi Kanai (2/0), Kenta Nishizawa (1/0), Yōsuke Kawai (2/0), Jin Hiratsuka (2/0), Keita Nakamura (1/0), Ryō Okui (3/0), Teerasil Dangda (1/0), Makoto Okazaki (3/0), Yūta Taki (2/0), Yasufumi Nishimura (3/0), Naoya Fukumori (2/0), Shōta Kaneko (1/0), Neto Volpi (2/0), Riyo Kawamoto (2/0), Yuito Suzuki (2/0), Takuo Ōkubo (1/0), Hikaru Naruoka (2/0) |
| Nagoya Grampus             | Langerak (4/0), Takuji Yonemoto (2/0), Yūichi Maruyama (4/1), Shinnosuke Nakatani (4/0), Joao Schmidt (3/0), Gabriel Xavier (3/1), Hiroyuki Abe (2/0), Haruya Fujii (1/0), Yōsuke Akiyama (2/0), Shō Inagaki (4/0), Mateus (4/2), Ryōgo Yamasaki (4/1), Ryōta Aoki (2/0), Yutaka Yoshida (3/0), Ryōtarō Ishida (2/0), Naoki Maeda (3/0), Shumpei Naruse (3/0), Yūki Sōma (4/1), Oh Jae-suk (1/0), Kōsuke Ōta (3/0), Mū Kanazaki (1/0) |
| Gamba Osaka                | Masaaki Higashiguchi (1/0), Gen Shōji (1/0), Hiroki Fujiharu (1/0), Genta Miura (2/0), Yasuhito Endō (2/0), Kōsuke Onose (2/0), Shū Kurata (2/0), Shun'ya Suganuma (1/0), Yūya Fukuda (3/0), Yōsuke Ideguchi (2/0), Ryō Shinzato (1/0), Patric (1/1), Kim Young-gwon (1/0), Daisuke Takagi (1/0), Shin’ya Yajima (2/0), Mizuki Ichimaru (1/0), Keisuke Kurokawa (2/0), Kei Ishikawa (2/0), Kōhei Okuno (1/0), Ryū Takao (1/0), Tabinas Jefferson (1/0), Yūki Yamamoto (3/0), Dai Tsukamoto (1/0), Ren Shibamoto (1/0), Takashi Usami (2/0), Shūhei Kawasaki (1/0), Tatsuya Yamaguchi (1/0), Riku Matsuda (2/0), Haruto Shirai (1/0), Shōji Tōyama (1/2), Kazuma Watanabe (2/0) |
| Cerezo Osaka               | Riku Matsuda (2/0), Yasuki Kimoto (3/0), Yūta Koike (1/0), Naoyuki Fujita (1/0), Leandro Desabato (3/0), Yōichirō Kakitani (4/1), Ken Tokura (2/0), Hiroshi Kiyotake (4/1), Lucas Mineiro (2/0), Toshiyuki Takagi (1/1), Yūsuke Maruhashi (3/1), Ayumu Seko (4/0), Eiichi Katayama (3/0), Tatsuhiro Sakamoto (3/0), Kōji Suzuki (2/0), Bruno Mendes (4/3), Kim Jin-hyeon (3/0), Matej Jonjic (4/0), Hiroaki Okuno (4/0), Ahn Joon-soo (1/0), Yūta Toyokawa (2/1), Honoya Shōji (2/0), Taiga Maekawa (2/0), Jun Nishikawa (2/0) |
| Vissel Kobe                | Hirofumi Watanabe (1/0), Hotaru Yamaguchi (1/0), Sergi Samper (1/0), Andres Iniesta (1/0), Noriaki Fujimoto (1/0), Kyōgo Furuhashi (1/0), Keijirō Ogawa (1/0), Takuya Yasui (1/0), Hiroki Iikura (1/0), Ryō Hatsuse (1/0), Daigo Nishi (1/0), Gōtoku Sakai (1/0), Leo Ōsaki (1/0), Dankler (1/0), Yūtarō Oda (1/0), Sō Fujitani (1/0) |
| Sanfrecce Hiroshima        | Takuto Hayashi (1/0), Yūki Nogami (2/0), Akira Ibayashi (1/0), Toshihiro Aoyama (1/0), Gakuto Notsuda (1/0), Hayao Kawabe (1/0), Douglas Vieira (2/1), Tsukasa Morishima (2/0), Ezequiel (1/0), Kōhei Shimizu (1/0), Yoshifumi Kashiwa (2/0), Shō Sasaki (1/0), Ryō Nagai (1/0), Hayato Araki (1/0), Shunki Higashi (1/0), Yūsuke Chajima (1/0), Kōdai Dohi (1/0), Yūya Asano (2/1), Kōsei Shibasaki (1/0), Keisuke Ōsako (1/0), Leandro Pereira (1/1), Rhayner (2/0), Tomoya Fujii (2/0) |
| Sagan Tosu                 | Tatsuya Morita (1/0), Eduardo (1/0), Yūto Uchida (1/0), Takeshi Kanamori (1/0), Keisuke Iwashita (1/0), Tiago Alves (1/0), Yūzō Kobayashi (1/0), Yoshiki Takahashi (1/0), Park Jeong-su (1/0), Daichi Hayashi (1/0), Yōhei Takaoka (1/0), Renzo Lopez (1/0), Tomoya Koyamatsu (1/0), Fūchi Honda (1/0), An Yong-woo (2/0), Wang Jianan (1/0), Ryōya Morishita (1/0), Ayumu Ōhata (1/0), Yōsuke Yuzawa (1/0), Kaisei Ishii (1/0), Hideto Takahashi (1/0), Daiki Miya (1/0), Daiki Matsuoka (1/0), Reoto Kodama (1/0), Mū Kanazaki (1/0), Ryūnosuke Sagara (1/0), Shin’ya Nakano (1/0), Ryang Yong-gi (2/0)                                                                      |
| Oita Trinita               | Shun Takagi (2/0), Yūto Misao (1/0), Yoshinori Suzuki (1/0), Yūki Kobayashi (1/0), Rei Matsumoto (3/0), Yamato Machida (1/0), Kei Chinen (1/0), Tatsuya Tanaka (1/0), Kazuki Kozuka (2/1), Daiki Watari (2/1), Kōhei Isa (1/0), Yūji Hoshi (2/0), Kōki Kotegawa (2/0), Mun Kyung-gun (1/0), Kaoru Takayama (2/0), Seigō Kobayashi (1/0), Kazuhiro Satō (3/0), Kazushi Mitsuhira (2/0), Tomoki Iwata (1/0), Yūya Takazawa (1/0), Kazuki Fujimoto (1/0), Keita Takahata (3/0), Yūshi Hasegawa (2/0), Ryōsuke Tone (1/0), Kenta Inoue (2/0), Kento Haneda (2/0), Yūsei Yashiki (1/0)                                                                                              |

## Ergebnisse

### Gruppenphase

#### Gruppe A
| Pl. | Verein            | Sp. | S | U | N | Tore    | Diff. | Punkte |
| --- | ----------------- | --- | - | - | - | ------- | ----- | ------ |
| 1.  | Kawasaki Frontale | 3   | 2 | 1 | 0 | 010:500 | +5    | 07     |
| 2.  | Nagoya Grampus    | 3   | 2 | 1 | 0 | 006:200 | +4    | 07     |
| 3.  | Kashima Antlers   | 3   | 1 | 0 | 2 | 005:600 | −1    | 03     |
| 4.  | Shimizu S-Pulse   | 3   | 0 | 0 | 3 | 003:110 | −8    | 0      |

#### Gruppe B
| Pl. | Verein              | Sp. | S | U | N | Tore    | Diff. | Punkte |
| --- | ------------------- | --- | - | - | - | ------- | ----- | ------ |
| 1.  | Cerezo Osaka        | 3   | 3 | 0 | 0 | 008:100 | +7    | 09     |
| 2.  | Urawa Reds          | 2   | 1 | 0 | 1 | 005:300 | +2    | 03     |
| 3.  | Vegalta Sendai      | 2   | 0 | 0 | 2 | 002:800 | −6    | 0      |
| 4.  | Matsumoto Yamaga FC | 1   | 0 | 0 | 1 | 001:400 | −3    | 0      |

#### Gruppe C
| Pl. | Verein                     | Sp. | S | U | N | Tore    | Diff. | Punkte |
| --- | -------------------------- | --- | - | - | - | ------- | ----- | ------ |
| 1.  | Hokkaido Consadole Sapporo | 3   | 2 | 1 | 0 | 006:200 | +4    | 07     |
| 2.  | Sanfrecce Hiroshima        | 2   | 1 | 0 | 1 | 003:200 | +1    | 03     |
| 3.  | Yokohama FC                | 3   | 1 | 1 | 1 | 002:300 | −1    | 04     |
| 4.  | Sagan Tosu                 | 2   | 0 | 0 | 2 | 000:400 | −4    | 0      |

#### Gruppe D
| Pl. | Verein          | Sp. | S | U | N | Tore    | Diff. | Punkte |
| --- | --------------- | --- | - | - | - | ------- | ----- | ------ |
| 1.  | Kashiwa Reysol  | 3   | 3 | 0 | 0 | 005:100 | +4    | 09     |
| 2.  | Gamba Osaka     | 3   | 1 | 1 | 1 | 003:300 | ±0    | 04     |
| 3.  | Shonan Bellmare | 3   | 1 | 0 | 2 | 002:300 | −1    | 03     |
| 4.  | Ōita Trinita    | 3   | 0 | 1 | 2 | 002:500 | −3    | 01     |

### Finalrunde

#### Viertelfinale
| Datum             |                            | Ergebnis        |                     |
| ----------------- | -------------------------- | --------------- | ------------------- |
| 2. September 2020 | Hokkaido Consadole Sapporo | 1:1 (4:5 i. E.) | Yokohama F. Marinos |
| 2. September 2020 | Cerezo Osaka               | 0:3             | Kashiwa Reysol      |
| 2. September 2020 | Vissel Kobe                | 0:6             | Kawasaki Frontale   |
| 2. September 2020 | FC Tokyo                   | 3:0             | Nagoya Grampus      |

#### Halbfinale
| Datum           |                     | Ergebnis |                |
| --------------- | ------------------- | -------- | -------------- |
| 7. Oktober 2020 | Yokohama F. Marinos | 0:1      | Kashiwa Reysol |
| 7. Oktober 2020 | Kawasaki Frontale   | 0:2      | FC Tokyo       |

### Finale
| Paarung  | Kashiwa Reysol – FC Tokyo                                    |
| Ergebnis | 1:2 (1:1)                                                    |
| Datum    | 4. Januar 2021                                               |
| Stadion  | Nationalstadion, Tokio                                       |
| Tore     | 0:1 Leandro (16.) 1:1 Yūsuke Segawa (45.) 1:2 Adaílton (74.) |